# Wagenknecht (Film)
Wagenknecht ist ein Dokumentarfilm über die ehemalige Linken-Politikerin Sahra Wagenknecht aus dem Jahr 2020.

## Inhalt
Es ist Wahlkampf zur Bundestagswahl 2017 und die Linken-Fraktionsvorsitzende reist von Termin zu Termin, von öffentlichen Reden zu Interviews zu Bundestagsdebatten. In ihren Reden betont sie immer wieder den Willen zu einer starken Linken als Gegenposition zu der neu im Bundestag hinzugekommenen AfD. Auch parteiintern gibt es Kontroversen. Die Sammlungsbewegung Aufstehen wird gegründet. Anfang 2019 kündigt sie ihren Rückzug von der Fraktionsspitze aufgrund von Erschöpfung an.

## Veröffentlichung
Die Uraufführung war auf der Berlinale 2020. Der Film kam am 12. März 2020 in die Kinos.

## Kritik
„So ganz ist dann auch nicht klar, was der Dokumentarfilm, der auf der Berlinale 2020 seine Weltpremiere hatte, überhaupt erreichen will. Als persönliches Porträt der Politikerin bleibt Wagenknecht zu distanziert, für einen Einblick in den Politikbetrieb zu seicht. Wer von allem ein bisschen will, der bekommt zwar ein paar Ansatzpunkte. Aber das ist letztendlich zu wenig, um dem Thema gerecht zu werden.“